# Чарново-Унди
Чарново-Унди (пол. Czarnowo-Undy) — село в Польщі, у гміні Колаки-Косьцельні Замбровського повіту Підляського воєводства.
Населення — 72 особи (2011).
У 1975-1998 роках село належало до Ломжинського воєводства.

## Демографія
Демографічна структура станом на 31 березня 2011 року:
|          | Загалом | Допрацездатний вік | Працездатний вік | Постпрацездатний вік |
| -------- | ------- | ------------------ | ---------------- | -------------------- |
| Чоловіки | 38      | 7                  | 25               | 6                    |
| Жінки    | 34      | 4                  | 26               | 4                    |
| Разом    | 72      | 11                 | 51               | 10                   |